# Lebensmittelchemiker
Der Lebensmittelchemiker beschäftigt sich mit den Inhaltsstoffen, der Analyse und rechtlichen Beurteilung von Lebensmitteln, Bedarfsgegenständen und Kosmetika.
Lebensmittelchemiker arbeiten in ähnlich vielfältigen Bereichen wie Chemiker. Allerdings liegt ihr Schwerpunkt ausbildungsbedingt in der Analytik und der Lebensmitteltechnologie. Der Studiengang Lebensmittelchemie ist an vielen Universitäten zulassungsbeschränkt und endet mit dem Master of Science, Diplom oder dem Staatsexamen.
Die Ausbildung ist staatlich geregelt und die Berufsbezeichnung in den meisten Bundesländern gesetzlich geschützt. Die Ausbildung wurde in den 1990er Jahren mehr oder weniger durch ein Abkommen der Gesundheitsministerkonferenz vereinheitlicht.

## Ausbildung
Das Studium Lebensmittelchemie Staatsexamen an einer Universität dauert acht Semester und schließt mit dem 2. Prüfungsabschnitt (1. Staatsexamen) und optional einer Diplomarbeit für den zusätzlichen akademischen Grad „Diplom-Lebensmittelchemiker“ ab. Alternativ kann an einigen Universitäten auch Lebensmittelchemie im Bachelor/Master-System studiert werden. Hierbei ist der Abschluss Master of Science in Lebensmittelchemie dem 1. Staatsexamen gleichgesetzt.
Daran schließt sich meist ein Praktisches Jahr an, nach dessen Abschlussprüfung (2. Staatsexamen) von der zuständigen Behörde die Berufsbezeichnung „Staatlich geprüfter Lebensmittelchemiker“ verliehen wird. Überdurchschnittliche Studenten haben die Möglichkeit eine Doktorarbeit anzufertigen. Dies geschieht jedoch nicht so häufig wie im Chemiestudium. Aufgrund der föderalen Struktur der Bildungsgesetzgebung in Deutschland weichen die Studien- und Prüfungsordnungen in den jeweiligen Bundesländern voneinander ab.

### Grundstudium
Das Grundstudium Lebensmittelchemie ist weitgehend mit dem Grundstudium der Diplomchemiker oder den ersten vier Semestern Bachelor Chemie vergleichbar, erweitert um die Grundzüge der Biologie und Botanik. Es werden Vorlesungen in allgemeiner, anorganischer, analytischer, organischer und physikalischer Chemie sowie Biologie, Mathematik und Physik gehört. Zum angewandten Teil des Studiums gehören Laborpraktika (selbständiges Durchführen von Versuchen und Abfassen von Protokollen) sowie das Lösen von Übungsaufgaben in Verbindungen mit Tutorien. Der Lernerfolg kann durch begleitende Prüfungsgespräche („Kolloquien“) sowie mündliche oder schriftliche Klausuren überprüft werden. Zusätzlich sind Veranstaltungen zu Chemikalienrecht und Toxikologie möglich, sodass die Sachkunde nach § 5 Abs. 2 Chemikalien-Verbotsverordnung erlangt werden kann.
Die Musterverordnungen sieht folgende Leistungsnachweise vor:
- Anorganisch-chemisches Praktikum
- Analytisch-chemisches Praktikum
- Organisch-chemisches Praktikum
- Physikalisches Praktikum
- Physikalisch-chemisches Praktikum
- Biologisches Praktikum
- Übungen in physikalischer Chemie
- Übungen in mathematischen Methoden
- Übungen zu speziellen Rechtsgebieten für Chemiker und Naturwissenschaftler

Nach vier Semestern erfolgt der Abschluss des Ersten Prüfungsabschnittes in Form von drei oder fünf mündlichen Prüfungen. Dazu wird 30 Minuten in folgenden Fächern geprüft:
- Chemie
  - Anorganische und analytische Chemie
  - Organische Chemie
  - Physikalische Chemie
- Physik
- Biologie

Nach erfolgreichem Abschluss der Prüfungen erhält man ein Zwischenzeugnis. Die ersten vier Semester des Bachelorstudium (Bachelor of Science) befassen sich mit vergleichbaren Inhalten.

### Hauptstudium
Im Hauptstudium werden Instrumentelle Analytik, Naturstoffe, Zusatzstoffe, Aromastoffe, Lebensmittelrecht, Nutzpflanzen, Warenkunde, Toxikologie, Lebensmittelanalytik, Kosmetik, Mikrobiologie und Hygiene, Biochemie und Ernährungsphysiologie sowie Lebensmitteltechnologie behandelt. Hierzu werden meist Ringvorlesungen im mehrsemestrigen Turnus angeboten und Analysen von Lebensmitteln, Kosmetika und Bedarfsgegenständen sowohl chemisch als auch mikrobiologisch in Praktika selbständig durchgeführt. Der Schwierigkeitsgrad der Analysen steigt dabei stetig und führt bis zur Vollanalyse, bei der die einzelnen Analysemethoden kombiniert werden. Zusätzlich kommt die rechtliche Beurteilung der Inhalts- und Zusatzstoffe in den Protokollen hinzu. Teilweise werden auch Seminare zur Lebensmittelsensorik angeboten und Exkursionen mit Besichtigungen von Lebensmittelherstellungsbetrieben durchgeführt. Der sogenannte zweite Prüfungsabschnitt wird durch die erste Staatsprüfung abgeschlossen. Zur Anmeldung müssen Leistungsnachweise über die folgenden Lehrveranstaltungen vorgelegt werden:
- mehrere lebensmittelchemische Praktika
- chemisch-toxikologisches Praktikum
- mikrobiologisches Praktikum
- mikroskopische Untersuchung von Lebensmitteln und Bedarfsgegenständen
- Grundzüge des Lebensmittel- und Bedarfsgegenständerechts

Die Erste Staatsprüfung besteht aus mündlichen Prüfungen in den Fächern:
- Chemie und Analytik der Lebensmittel, der Tabakerzeugnisse, der kosmetischen Mittel, sonstiger Bedarfsgegenstände und des Wassers
- Technologie der Lebensmittel, der Tabakerzeugnisse, der kosmetischen Mittel, sonstiger Bedarfsgegenstände und des Wassers
- Angewandte Biochemie und Ernährungslehre
- Mikrobiologie und Lebensmittelhygiene
- Toxikologie und Umweltanalytik

In einigen Bundesländern sind zusätzlich noch praktische Abschlussanalysen in der Staatsprüfung vorgesehen. Daran schließt sich optional eine wissenschaftliche Abschlussarbeit von üblicherweise sechs Monaten an, in der eine experimentelle Aufgabe aus Lebensmittel- und Umweltanalytikbereich selbständig unter Betreuung zu bearbeiten ist. Anschließend wird ein Zeugnis über den zweiten Prüfungsabschnitt ausgestellt. An einigen Hochschulen kann auf Basis dieser Abschlussarbeit der Titel „Diplom-Lebensmittelchemiker“ verliehen werden.
In den letzten beiden Semestern des Bachelor-Studiums werden bereits einige Elemente des Hauptstudiums behandelt. Zusätzlich muss zum Erreichen des Bachelor of Science eine wissenschaftliche Abschlussarbeit vorgelegt werden. Im Master-Studium wird die ausführliche Behandlung der Lehrinhalte fortgesetzt und nach zwei Jahren mit der Masterarbeit und dem Erreichen des Abschlusses Master of Science abgeschlossen.

### Praktisches Jahr
Nach dem Hochschulstudium folgt das so genannte Praktische Jahr an einem Untersuchungsamt, bei dem die rechtliche Beurteilung im Vordergrund steht. Schwerpunkte sind die Vertiefung der analytischen Fertigkeiten und ihrer Qualitätssicherung. Zusätzlich werden Einblicke in die behördlichen Lebensmittelüberwachung einschließlich der Betriebskontrollen ermöglicht. Die Praktikanten arbeiten hier jeweils einige Wochen lang in den verschiedenen Abteilungen um ein großes Spektrum an Arbeitsweisen zur Untersuchung der Warengruppen kennenzulernen. Hauptthemen sind die Untersuchung und Beurteilung von Lebens- und Futtermitteln, Bedarfsgegenständen und Kosmetika sowie Trink-, Brauch- und Abwasser. In vielen Fällen wird auch ein begleitendes Fachseminar angeboten. Die Zeit kann bei einer vorausgegangenen lebensmittelchemischen Tätigkeit an einem Universitäts- oder anderen Forschungsinstitut um 6 Monate verkürzt werden. In manchen Bundesländern ist es üblich, dass die Praktikanten nur die Hälfte der Zeit am Untersuchungsamt und die andere Hälfte an einem dafür anerkannten Handelslabor oder einem Labor eines Herstellers verbringen. Je nach Bundesland wird eine Praktikantenvergütung ausgezahlt.
Für die zweite Staatsprüfung sind Abschlussanalysen und Abschlussprüfungen vorgesehen. Die Musterverordnung sieht für den dritten Prüfungsabschnitt drei mündliche Prüfungen in folgenden Fächern vor:
- Lebensmittel- und Bedarfsgegenständerecht
- Organisation und Funktion der Lebensmittel- und Bedarfsgegenständeüberwachung
- Qualitätssicherung in Laboratorien und Betrieben

Dazu kommen eine praktische Prüfung mit drei Aufgaben und drei eintägige Aufsichtsarbeiten über lebensmittelrechtliche Beurteilungen, jeweils aus drei verschiedenen Ausbildungsbereichen.

## Berufsbild
Die Aufgaben eines Lebensmittelchemikers liegen in erster Linie im Verbraucherschutz und der Erhaltung des redlichen Wettbewerbs bei Lebensmittelherstellern und Händlern. Hierfür werden Lebens- und Futtermittel, Tabakerzeugnisse, kosmetische Mittel und Bedarfsgegenstände beurteilt und über alle Stufen von Rohstoffproduktion, Entwicklung, Herstellung, Lagerung bis zur Vermarktung überwacht. Für das produzierende Gewerbe ist das HACCP-Konzept zur Qualitätssicherung von entscheidender Bedeutung. Da die Ausbildung mit Schwerpunkt analytischer Chemie und Toxikologie liegt wird auch der Bereich Umweltschutz abgedeckt.

## Tätigkeitsfeld
Klassisches Tätigkeitsfeld ist die behördliche Lebensmittelüberwachung hauptsächlich in den regionalen Untersuchungsämtern aber auch in der Armee. Große Arbeitgeber sind die Handelslabore und Analytikdienstleister. Im produzierenden Gewerbe der Lebensmittel-, Kosmetik- und Futtermittelindustrie kümmern sie sich um die Qualitätssicherung und übernehmen häufig die rechtliche Verantwortung. Auch im Bereich der Pharmazie oder der Forensik sind die analytischen Fähigkeiten in komplexer Matrix gefragt. Für die Forschung arbeiten Lebensmittelchemiker an Universitätsinstituten sowie an staatlichen Forschungsanstalten und Instituten der Lebensmittelwirtschaft. Gutachterliche Tätigkeiten in spezialisierten Anwaltskanzleien, Verbraucherorganisationen oder freiberuflich sind ebenfalls möglich.